# Zoe Smith
Zoe Smith (Londres, 26 de abril de 1994) es una deportista británica que compite en halterofilia. En octubre de 2010, ganó una medalla de bronce en los 58 kg femeninos en los Juegos de la Mancomunidad de 2010 en Delhi, India, su primera competencia internacional sénior, para convertirse en la primera mujer inglesa en ganar una medalla de levantamiento de pesas de los Juegos de la Mancomunidad. Smith compitió en los Juegos Olímpicos de Londres 2012 en Londres y terminó en el puesto 12 en los 58 kg femeninos. Después de perderse los Juegos Olímpicos de Río de Janeiro 2016 debido a una lesión, terminó octava en los 59 kg femeninos en los Juegos Olímpicos de Tokio 2020. En el Campeonato Europeo de Halterofilia de 2023 ganó el oro en envión y el bronce en la categoría de 64 kg total. No logró clasificarse para los Juegos Olímpicos de París 2024.
Comenzó a practicar levantamiento de pesas a los 12 años, cuando estaba en un gimnasio entrenando como gimnasta y fue invitada a intentar levantar pesas; posteriormente representó a su distrito en los Juegos de la Juventud de Londres. Unos meses después de su victoria en los Juegos de la Mancomunidad de 2010, se le retiró la financiación por considerarse que no estaba lo suficientemente comprometida con el deporte, pero le fue restablecida un par de meses después. En 2018, una lesión en el hombro, el fin de la financiación centralizada para el levantamiento de pesas en el Reino Unido y la pérdida de su patrocinio le llevaron a regresar a vivir con sus padres y aceptar un trabajo como barista. Entrena en un gimnasio en el este de Londres.

## Primeros años de vida
Zoe Smith nació el 26 de abril de 1994, hija de Terry Smith, limpiador de ventanas,y Nikki Smith,  administradora del Departamento de Salud. Asistió a la escuela primaria De Lucy en Abbey Wood y a la escuela secundaria Townley para niñas en Bexleyheath. En 2005, cuando tenía 12 años, Smith estaba entrenando en un gimnasio local como gimnasta. Andrew Callard, que estaba formando un equipo para los Juegos de la Juventud de Londres, estaba en el edificio y buscaba competidoras femeninas para la halterofilia en la competencia. Smith y algunas de las otras gimnastas probaron sentadilla s y, según Callard, su potencial como levantadora de pesas fue inmediatamente obvio. Comenzó a practicar levantamiento de pesas y representó a su distrito, Greenwich, en los Juegos de la Juventud de Londres.

## Carrera

### Primeros años
Ganó el Campeonato del Condado Sureste, su primera competición importante. Fue seleccionada para los Juegos de la Juventud de la Mancomunidad de 2008, donde fue la integrante más joven del equipo inglés, y ganó la medalla de oro en la categoría de 53 kg. Durante 2008, estableció récords nacionales 98 veces en las categorías júnior y sénior, terminando el año con todos los récords júnior y sénior en la categoría 53 kg distinta del envión. En la categoría de 58 kg, tenía todos los récords que podía tener siendo menor de 18 años. La Asociación Olímpica Británica la nombró Atleta del Año en Halterofilia. A la edad de 14 años era la segunda levantadora de pesas femenina del Reino Unido, sólo detrás de la dos veces campeona de la Mancomunidad Michaela Breeze.

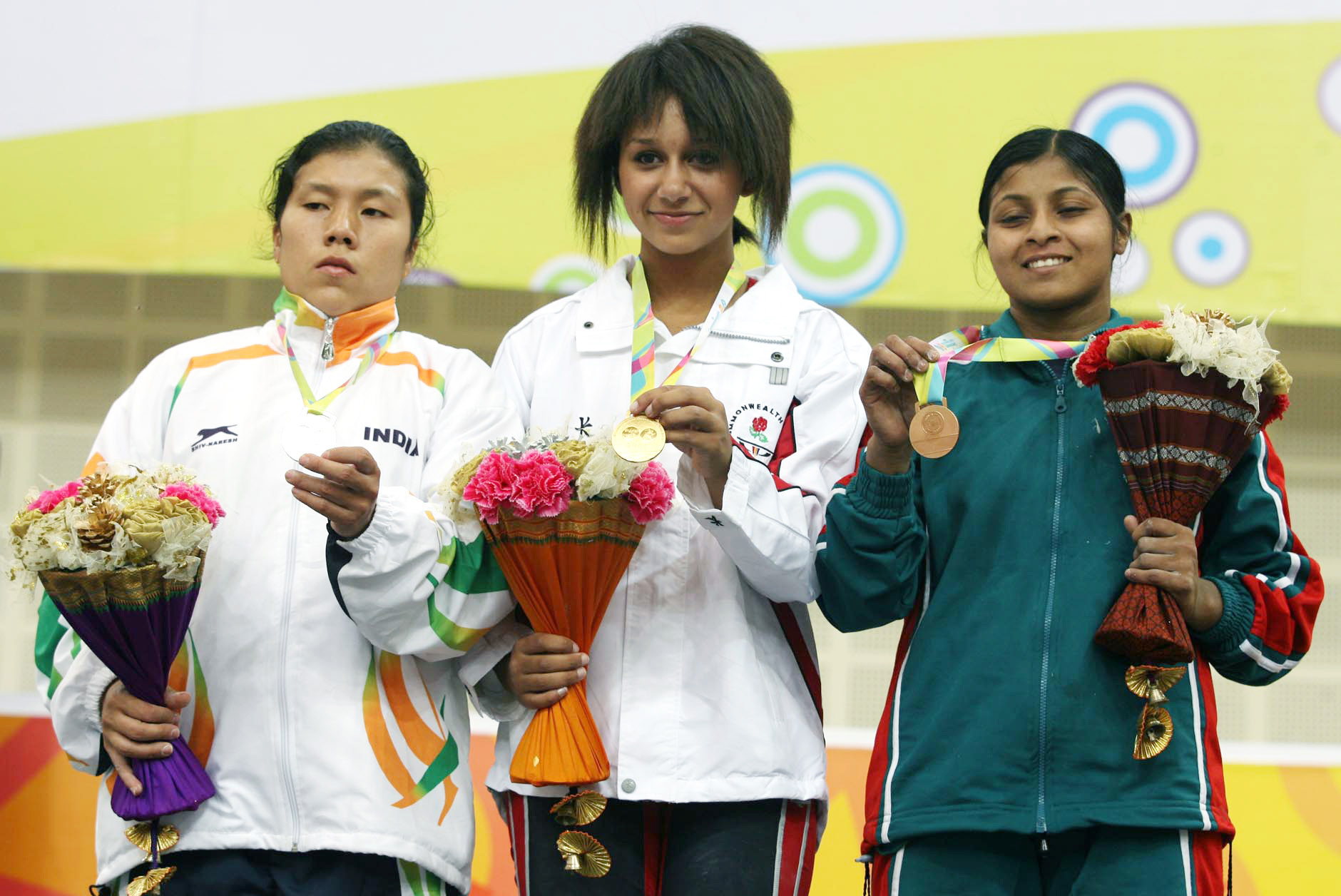
Smith (centro) en los Juegos de la Juventud de la Mancomunidad de 2008, donde terminó en primer lugar, por delante de Laxmi N y Akther Fayema.

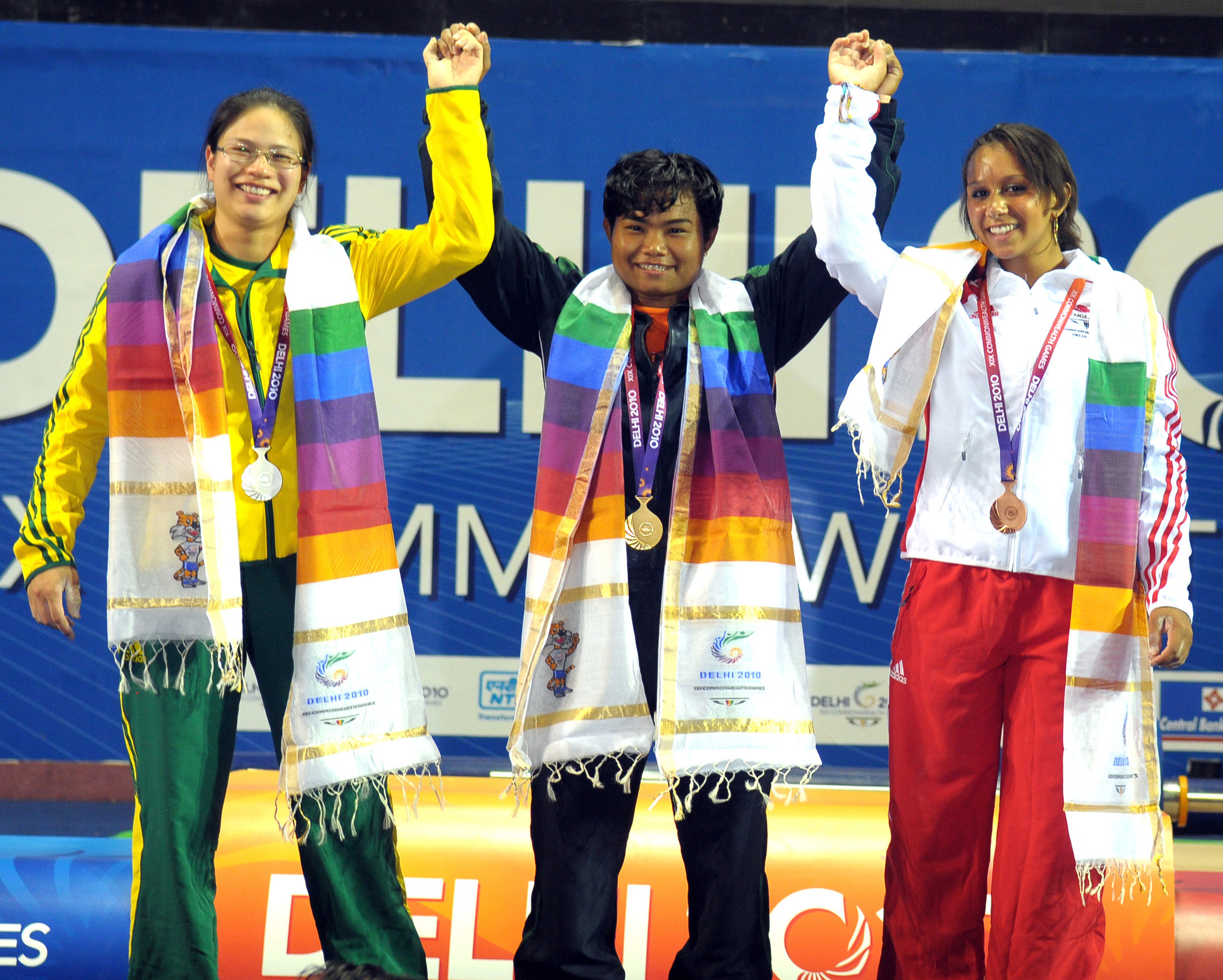
Smith (derecha) en la ceremonia de entrega de medallas en los Juegos de la Mancomunidad de 2010, donde ganó la medalla de bronce. Ranu Bala Chanu Yumnam ganó la medalla de oro y Seen Lee se llevó la plata.

A los 15 años, terminó en sexto lugar en el Campeonato Europeo Juvenil de 2009 (para competidores de hasta 20 años de edad), un resultado que, como escribió John Goodbody del Sunday Times, «proporcionó más evidencia de su inmenso potencial». En octubre de 2010 ganó una medalla de bronce en la división de 58 kg femeninos en los Juegos de la Mancomunidad de 2010 en Delhi, India, su primera competencia internacional sénior, para convertirse en la primera mujer inglesa en ganar una medalla de levantamiento de pesas de los Juegos de la Mancomunidad. Fue preseleccionada para el premio a la Joven Personalidad Deportiva del Año 2010 de la BBC. En diciembre de 2010, British Weight Lifting suspendió su financiación de 550 libras al año, argumentando que tenía sobrepeso y no estaba lo suficientemente comprometida con su entrenamiento; su apelación contra la decisión fue rechazada. Su financiación fue restablecida en febrero de 2011 después de lo que British Weight Lifting describió como «cambios positivos».

### Juegos Olímpicos de 2012 y años posteriores
En mayo de 2012, fue elegida para representar a Gran Bretaña en los Juegos Olímpicos de Londres 2012 en Londres. Compitió en la división de 58 kg femenino y se llevó el récord británico con un levantamiento en envión de 121 kg. Con una arrancada de 90 kg quedó en el puesto 12 en su categoría de peso con un total de 211 kg.
Después de ganar el bronce en el Campeonato Europeo de Halterofilia de 2014 en abril, levantando 204 kg, ganó la medalla de oro en los WJuegos de la Mancomunidad de 2014 en Glasgow en julio, levantando un total de 210 kilogramos. Viajó para el Campeonato Mundial de Halterofilia de 2014, pero contrajo un virus y tuvo que retirarse antes de levantar pesas. Dijo que después de los Juegos de la Mancomunidad de 2014, ganó alrededor de 10 kg de peso, y habiendo luchado a veces para mantenerlo por debajo de los 60 kg, decidió fijar un peso objetivo de 63-64 kilogramos. Compitiendo en un evento importante en el 63 kg por primera vez en su carrera en la categoría de 100 kg, terminó novena en el Campeonato Mundial de Halterofilia de 2015.
Obtuvo una medalla de bronce en el Campeonato Europeo de Halterofilia de 2016. En agosto de 2016, tenía cuatro récords británicos de envión, repartidos en tres categorías de peso. No fue seleccionada para los Juegos Olímpicos de 2016 debido a una lesión en el hombro que sufrió en el Campeonato Británico de 2015.

### Desde 2018
Alrededor de 2018, se mudó a las Tierras Medias y, después de haber pausado su educación mientras se entrenaba para los Juegos Olímpicos de 2012, se unió a Loughborough College para estudiar para los niveles A en biología, psicología y ciencias ambientales. En 2018, Ben Bloom escribió en The Daily Telegraph que desde 2014 se había convertido en «una don nadie en el ámbito deportivo; un faro de talento que se desvaneció en un recuerdo borroso de una promesa aparentemente incumplida». Describió cómo su lesión en el hombro, el fin de la financiación centralizada para el levantamiento de pesas en el Reino Unido y la pérdida de los patrocinadores de Smith, llevaron a Smith a mudarse nuevamente con sus padres y a aceptar un trabajo como barista. Smith describió este período diciendo: «Todo se volvió demasiado. Caí en un lugar oscuro y mi salud mental se desplomó».
En los Juegos de la Mancomunidad de 2018, Smith se llevó la medalla de plata en la categoría 63 kg femeninos. Al entrar a la competición con una lesión en la espalda, se le permitió que le administraran una epidural para reducir el dolor. Después de una reñida competencia con Mona Pretorius por el segundo lugar, Smith prevaleció, igualando el levantamiento de Pretorius de 115 kg en el envión después de superar su levantamiento en el arranque. Bloom comentó que «es hora de actualizar esos momentos destacados de la carrera» en el artículo de la Wikipedia en inglés de Smith.
Como UK Sport había decidido recortar la financiación para el levantamiento de pesas en 2016, Smith lanzó una campaña de financiación colectiva en julio de 2018, buscando recaudar £10,000 para ayudarla a calificar para los Juegos Olímpicos de Tokio 2020. Ella alcanzó su objetivo y fue seleccionada. Terminó en sexto lugar en el Campeonato Europeo de Halterofilia de 2021 (64 kg) en abril de 2021, y octavo en la categoría femenina de 59 kg en los Juegos Olímpicos de julio de ese año, dos puestos más arriba de donde había quedado en 2012.
En el Campeonato Europeo de Halterofilia de 2023 ganó el oro en envión y el bronce en la categoría de 64 kg total. Se retiró de la competición de 59 kg en el Campeonato Europeo de Halterofilia de 2024 tras fallar una arrancada. En la Copa Mundial de la IWF de 2024, en la categoría de 64 kg, levantó 85 kg en la arrancada y 113 kg en el envión, pero esto no fue suficiente, en su última oportunidad, para asegurar un lugar en los Juegos Olímpicos de París 2024.

### Entrenamiento y preparación
Fue entrenada por Andy Callard. Callard la apodó «Pablo», en honor al ganador de la medalla de oro olímpica Pablo Lara, quien tenía reputación de ser perezoso. También entrenó a su hermana Yana Smith en levantamiento de pesas en los Juegos Juveniles de Londres. En un artículo de 2013 para The Times, escribió que le gustaba comer pizza antes del inicio de las competiciones, usaba maquillaje durante los eventos para sentirse bien y pedía más pizza inmediatamente después de competir. Smith, Giles Greenwood y Fraer Morrow fundaron el East London Weightlifting Club, donde Smith entrena.

## Apariciones en los medios
Fue invitada al concurso de preguntas y respuestas Question of Sport de BBC One en 2012, 2014 y 2023. Apareció en British Olympic Dreams en BBC One en 2012 y junto a sus compañeras levantadoras de pesas Hannah Powell y Helen Jewell en Girl Power: Going for Gold en BBC Three el mismo año. Más tarde, en 2012, habló en la radio y televisión de la BBC sobre cómo lidiar con los comentarios críticos que decían que no se ajustaba a un físico típico. Ha sido invitada en Ace and Vis (BBC Radio 1Xtra, 2012), Phil Williams (BBC Radio 5 Live, 2015), The Danny Baker Show (BBC Radio 5 Live, 2015) y Jessica Fostekew: Sturdy Girl Club (BBC Radio 4, 2023).
Participó en el programa Time Crashers (2015) de Channel 4, en el que se colocaba a celebridades en entornos que recreaban épocas históricas específicas. En el primer episodio, ambientado en la época isabelina, lloró mientras Kirstie Alley y Fern Britton estaban pelando la piel del cráneo de un jabalí.

## Palmarés internacional
| Campeonato Europeo | Campeonato Europeo | Campeonato Europeo | Campeonato Europeo |
| Año                | Lugar              | Medalla            | Categoría          |
| ------------------ | ------------------ | ------------------ | ------------------ |
| 2014               | Tel Aviv (Israel)  | Medalla de bronce  | 58 kg              |
| 2019               | Batumi (Georgia)   | Medalla de bronce  | 64 kg              |
| 2023               | Ereván (Armenia)   | Medalla de bronce  | 64 kg              |